# Бингёль, Тайфур
Тайфур Бингёль (тур. Tayfur Bingöl; 11 января 1993 года, Анкара) — турецкий футболист, полузащитник клуба «Бешикташ».

## Клубная карьера
Тайфур Бингёль начинал карьеру футболиста в турецком клубе «Хаджеттепе», выступавшем в Третьей лиге. В августе 2012 года он перешёл в команду Суперлиги «Генчлербирлиги». 20 января 2013 года Тайфур дебютировал в главной турецкой лиге, выйдя на замену в конце гостевого поединка против «Антальяспора». Это так и осталось его единственным в Супелиге, спустя всего несколько дней он был отдан в аренду «Хаджеттепе». Летом 2013 года Тайфур на тех же правах стал игроком команды Второй лиги «Бандырмаспор». 20 октября 2013 года он отметился покером в гостевой игре с «Кёрфезом».
В сезоне 2014/15 Тайфур выступал за клуб Первой лиги «Адана Демирспор», а в сезоне 2015/16 — за «Аланьяспор». В последнем он забил 12 голов, чем помог своей команде по итогам турнира завоевать место в Суперлиге. В начале июля 2016 года Тайфур подписал контракт с другим клубом Первой лиги «Гёзтепе».